# Ramna (Caraș-Severin)
Pour les articles homonymes, voir Ramna.
Ramna (en hongrois : Rafna) est une commune roumaine située dans le județ de Caraș-Severin.